# Optioservus cryophilus
Optioservus cryophilus är en skalbaggsart som beskrevs av Musgrave. Optioservus cryophilus ingår i släktet Optioservus och familjen bäckbaggar. Inga underarter finns listade i Catalogue of Life.